# Nam Đầu (thành phố)
Thành phố Nam Đầu (Phồn thể:南投市, Bính âm:Nántóu shì, Wade–Giles: Nan-t'ou Shih, Pe̍h-ōe-jī:Lâm-tâu-chhī) nằm ở tây bắc và là thủ phủ của Huyện Nam Đầu, Tỉnh Đài Loan. Quốc lộ số 3 của Đài Loan chay qua thành phố. Tên gọi của thành phố là phiên âm từ "Ramtau" của người Hoanya, một bộ tộc bản địa Đài Loan và được viết thành chữ Hán 南投 để tương ứng với địa danh mang tên 北投 (Bắc Đầu), một quận của Đài Bắc, mặc dù tên gọi kia không có liên quan với tiếng của thổ dân.. Thành phố có hình dạng hơi vuông, có nhiều đồi và cao nguyên,các thung lũng thấp dài và hẹp.